# Monti Talish
I monti Talish (persiano: Kūhhā-ye Ṭavālesh, russo: Talyshinskiye Gory) sono una catena montuosa dell’Iran nord-occidentale, nel settore nord-occidentale dei monti Elburz, che si estende verso sud-est dal confine azero fino al corso inferiore del Safīd Rūd (fiume Safid). Poche sono le vette che si innalzano oltre i 3000 m. I monti Talish sono costituiti da rocce vulcaniche risalenti al Giurassico medio (174-163,5 milioni di anni fa), al Cretaceo inferiore (145-100,5 milioni di anni fa) e al Paleogene (66-23 milioni di anni fa), nonché da rocce carbonatiche risalenti al Cretaceo inferiore. Ai piedi della parte orientale della catena si trovano le pianure costiere subtropicali umide lungo il mar Caspio.